# Kardynałek krasnogłowy
Kardynałek krasnogłowy (Paroaria dominicana) – gatunek małego ptaka z rodziny tanagrowatych (Thraupidae), występujący w północno-wschodniej Ameryce Południowej. Endemit Brazylii. Nie wyróżnia się podgatunków. Ze względu na atrakcyjny wygląd jest chętnie hodowany w niewoli, co może być obecnie jedynym znaczącym zagrożeniem dla tego gatunku. W Czerwonej księdze gatunków zagrożonych IUCN klasyfikowany jest jako gatunek najmniejszej troski (LC, Least Concern).

## Systematyka
Pierwszego naukowego opisu gatunku – na podstawie holotypu pochodzącego z Brazylii – dokonał szwedzki przyrodnik Karol Linneusz w 1758 roku, nadając mu nazwę Loxia dominicana. Gatunek monotypowy, blisko spokrewniony z kardynałkiem czubatym.

## Morfologia
Niewielki ptak o krótkim, grubym i lekko zaokrąglonym dziobie – górna szczęka ciemnoszara, żuchwa w kolorze jasnego rogu. Głowa lekko spłaszczona, policzki, gardło i górna część piersi, w kształcie śliniaka, czerwona. Czerwone upierzenie tworzy coś na kształt czapki lekko wystającej na potylicy. Boki szyi oraz pierś białe z lekko ciemniejszym obszarem spodu brzucha i podbrzuszem. Kark biały z szaroczarnym paskiem wzdłuż linii grzbietowej. Grzbiet i kuper szare. Skrzydła szare z czarnymi obrzeżami lotek 2. i 3. rzędu. Lotki 1. rzędu czarne z białymi brzegami. Ogon szaroczarny. Nogi szarawe, tęczówki pomarańczowobrązowe. Samice są bardzo podobne do samców. Osobniki młodociane są podobne do dorosłych, różnią się kolorem upierzenia głowy. Zamiast koloru czerwonego ich głowa ma kolor pomarańczowy z wyraźnie brązowym odcieniem. Długość ciała 18 cm, masa ciała 30–34 g.

## Zasięg występowania
Kardynałek krasnogłowy występuje na terenach położonych do wysokości 1200 m n.p.m. w północno-wschodniej i wschodniej Brazylii – od stanów Maranhão, Piauí i Ceará na południe po północną część stanu Minas Gerais. Obserwuje się poszerzanie zasięgu występowania na zachód i południe od pierwotnych siedlisk. Spowodowane jest to prawdopodobnie ucieczkami ptaków z niewoli i zaadaptowaniem się na nowych terenach. 

## Ekologia
Jego głównym habitatem są zarośla formacji roślinnej caatinga oraz otwarte obszary krzewiaste w lasach suchych. Spotykany jest także w pobliżu wsi, w parkach i na obrzeżach terenów rolniczych. Żywi się roślinnością i owadami, które podejmuje bezpośrednio z ziemi. Występuje zazwyczaj w parach, czasami w niewielkich rodzinnych grupach.

### Rozmnażanie
Gniazda w kształcie miseczek są umieszczane w gałęziach drzew i krzewów. Spotykane są w nich 2–3 jaja o kolorze zielonkawym, gęsto upstrzone brązowymi plamkami. Brak dalszych szczegółowych danych.

## Status i ochrona
W Czerwonej księdze gatunków zagrożonych IUCN kardynałek krasnogłowy jest klasyfikowany jako gatunek najmniejszej troski (LC, Least Concern) nieprzerwanie od 1988 roku. Liczebność populacji nie została oszacowana, ale ptak ten opisywany jest jako pospolity. Zasięg jego występowania według szacunków organizacji BirdLife International obejmuje około 1,34 mln km². Ze względu na brak dowodów na spadki liczebności bądź istotne zagrożenia dla gatunku BirdLife International uznaje trend liczebności populacji za stabilny.
BirdLife International wymienia 14 ostoi ptaków IBA, w których ten gatunek występuje. Są to m.in. Park Narodowy Serra da Capivara, Park Narodowy Serra das Confusões, Park Narodowy Catimbau, Park Narodowy Chapada Diamantina i Reserva Particulare do Patrimônio Natural Reserva Ecológica Maurício Dantas.